# Chocolat aéré
Pour les articles homonymes, voir Chocolat (homonymie).

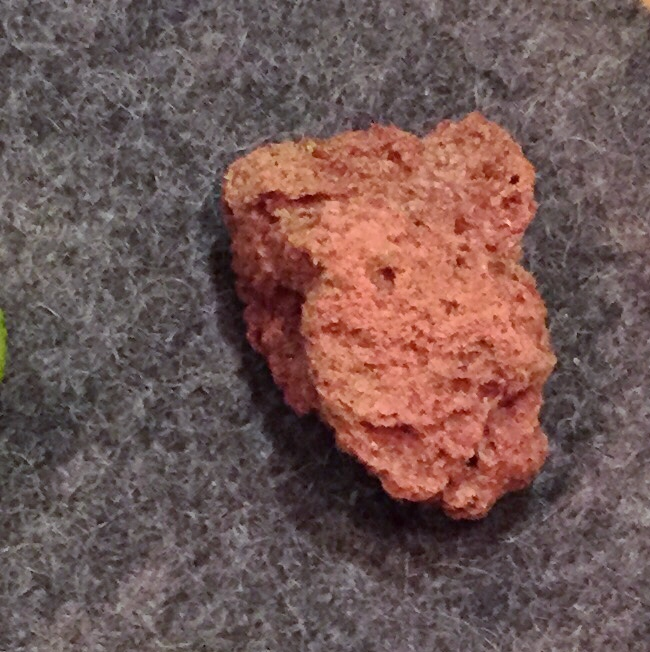
Chocolat aéré servi à New York.

Le chocolat aéré, également connu sous le nom de chocolat à l'air, est un type de chocolat transformé en mousse par l'ajout de bulles de gaz. Le procédé de fabrication a été inventé par Rowntree's en 1935, . Au cours de la fabrication, la masse de chocolat fluide est transformée en mousse à l'aide d'un gaz propulseur, puis refroidie dans un environnement à basse pression. En se dilatant, les bulles de gaz se refroidissent et contribuent à la prise du chocolat. Cela permet de maintenir une répartition uniforme des bulles dans le chocolat. En raison de l'effet isolant des bulles, le chocolat aéré fond différemment du chocolat compact en tablette - la sensation en bouche est fragile et courte au début, puis lorsque le chocolat est mâché, il fond rapidement en raison de sa plus grande surface. Cela intensifie la perception du goût.
L'azote, l'argon, le dioxyde de carbone et le protoxyde d'azote sont souvent utilisés comme propulseurs pour le chocolat aéré. L'air lui-même n'est pas utilisé comme propulseur car il contient de l'oxygène qui accélère le rancissement du chocolat. Une étude financée par Nestlé et menée à l'université de Reading a révélé que le chocolat moussé avec de l'azote - en particulier avec du protoxyde d'azote - a un goût le plus intense. Les chercheurs ont découvert que cela était dû aux plus grosses bulles produites par ces gaz. D'autres recherches menées par Nestlé ont conclu que « la technologie existante pour contrôler la taille et la distribution des bulles est difficile », ce qui a conduit à des expériences impliquant la création de mousses dans des conditions d'apesanteur.
En 2013, des scientifiques chinois annoncent les résultats d'une étude utilisant des phospholipides dérivés de graines de soja pour aérer le beurre de cacao,.